# الغرباء الرجال-إكس

إكس-من

رجال-إكس (بالإنجليزية: X-Men)‏ هو فريق أبطال خيالي في مارفيل للقصص المصورة. كتب قصص هذه السلسلة ستان لي وجاك كيربي، وصدر أول عدد منها في سبتمبر من العام 1963. تتفرع إكس-من إلى الأفلام والتلفزيون أيضاً، ومن ذلك الرسوم المتحركة. شهد عام 2000 إحدى أنجح المراحل في تاريخ إكس-من بعد إطلاق فيلم إكس-من الذي أخرجه بريان سينجر، كما صدر الجزء الثاني وهو إكس 2 عام 2003، والثالث اكس-من: المقاومة الأخيرة في 26 مايو 2006. تدور قصة إكس-من حول مجموعة أبطال بشريين لهم قوى خارقة بخلاف باقي البشر.

## الشخصيات

### الشخصيات التي ظهرت في أولى أعداد القصص
- سايكلوبس (Cyclops): يستطيع إطلاق الليزر من عيناه.
- هافوك (Havok): يستطيع إطلاق الليزر من صدره.
- الوحش (The Beast): جسد شبيه بالقرد مكسو بفرو أزرق (في بداية القصص كان على شكل إنسان ثم تحول إلى هذا الشكل بعد فترة).
- أيس مان (Ice Man): يستطيع إنتاج الثلج والجليد.
- أنجل (Angel): له جناحين كبيرين بهما ريش أبيض اللون، إشارةً للملاك.
- فتاة مارفل (Marvel Girl): لها قوى ذهنية.

### الشخصيات المعروفة التي ظهرت لاحقا
- بروفيسور إكس (Professor X): قائد ومعلم الإكس مان ويستطيع قراءة الأفكار والتلاعب بها.
- وولفرين (Wolverine): له مخالب حادة مصنوعة من معدن أدمنتيوم والعلاج التلقائي.
- المتسلل ليلًا (Nightcrawler): له فرو أزرق وأذنين مستدقتي الرأس، كما له ذيل، ويستطيع الانتقال من مكان إلى آخر في لحظات.
- ستورم (Storm): تستطيع التحكم بالطقس، كما تستطيع الطيران.
- غامبيت (Gambit): بإمكانه تحويل الهواء إلى سم، كما يستطيع أن يقوم بالتنويم المغناطيسي، ويستخدم أسلحة مثل العصي وورق اللعب.
- روغ (Rogue): بإمكانها امتصاص الطاقة وذكريات الأشخاص التي تلمسهم.
- كولوسس (Colossus): يمتلك قوه تحول جسدة إلى فولاذ.
- جوبيلي (Jubilee): بإمكانها إطلاق النار من أصابعها.
- الملكة البيضاء (White Queen): بإمكانها التخاطر.
- سايلوك (Psylocke): بإمكانها التخاطر.
- سبايك (Spike) : بإمكانه إخراج أشواك كبيرة وحادة من جسمه والقتال بها .

### أعداء إكس-من
- ماغنيتو (Magneto): له قوة التحكم بالمعادن وتحويلها إلى أي شكل.
- ميستيك (Mystique): لها قوة التحول إلى أي شخص من شخصيات البشر أو حيوان.
- سايبرتوث (Sabretooth): يمتلك قوة الحيوانات البرية.
- تود (Toad): يمتلك خصائص الضفدع.
- جوغرنوت (Juggernaut): ليس له قوة خارقة بمعنى أصح لكن جسده العملاق يتحمل الضربات أي بمعنى آخر (قوة الصخر).
- أبوكاليبس (Apocalypse): يمتلك قوة غامضة وهو أقوى متحول